# Harold Halibut
Harold Halibut ist ein 2024 erschienenes Computerspiel, entwickelt vom deutschen Indie-Entwickler Slow Bros. für Windows, Xbox Series X/S und PlayStation 5. Das Spiel ist ein narratives Adventure, in dem die Spieler in die Rolle von Harold schlüpfen – einem Hausmeister auf einem Raumschiff, das in den Tiefen eines fremden Planeten untergetaucht ist – und skurrile Aufgaben für die Bewohner des Schiffs erfüllen. Über einen Entwicklungszeitraum von zehn Jahren entstand das Spiel ursprünglich als unfreiwilliges Teilzeitprojekt, das von Stop‐Motion-Animation inspiriert war. Um diese Ästhetik zu erreichen, fertigten die Entwickler handgefertigte Charaktere, Objekte und Umgebungen aus verschiedenen Materialien an, scannten diese ein und animierten sie anschließend in der Unity-Engine. Während der Entwicklung erhielt das Spiel bei verschiedenen Videospiel-, Film- und Kulturfestivals mehrere Features, Nominierungen und Auszeichnungen.
Bei der Veröffentlichung erhielt Harold Halibut gemischte Kritiken. Während die visuelle Umsetzung, der Umfang und die ambitionierten Themen der Erzählung von den Kritikern gelobt wurden, bemängelten einige den Mangel an Rätseln und Interaktivität, sowie das langsame Spielerlebnis.

## Handlung
In den 1970er Jahren, während der Hochphase des Kalten Krieges, wurde das Raumschiff Fedora I von der Firma All Water von der Erde aus gestartet, um einen geeigneten Planeten für die Besiedelung durch die Menschheit zu finden. Nachdem das Schiff über zweihundert Jahre im All umhergetrieben war, geriet es in einen Sonnensturm und strandete am Meeresboden eines unbewohnbaren, außerirdischen Planeten, wo es weitere fünfzig Jahre verweilte. Der Spieler übernimmt die Rolle von Harold, einem schüchternen und zurückhaltenden Wartungsarbeiter an Bord, der der Wissenschaftlerin Jeanna Mareaux bei der Suche nach Fluchtmöglichkeiten von diesem Planeten hilft. Gleichzeitig erledigt Harold diverse Nebenaufgaben für die anderen Schiffsbewohner, die unterschiedliche Einstellungen dazu haben, ob sie die Fedora verlassen oder bleiben sollen. Als eine einmalige Gelegenheit entdeckt wird, das Schiff – unversehrt vom Sonnensturm – neu zu starten und zur Erde zurückzukehren, gerät Harold in die einzigartige Lage, die Zukunft des Schiffs und seiner Bewohner entscheidend beeinflussen zu können. Im Verlauf des Spiels entdeckt Harold ein fischähnliches, humanoides Wesen, das im Filtersystem des Schiffs festsitzt und das er „Fischi“ nennt. Dies eröffnet ihm einen Einblick in die Perspektive des außerirdischen Lebens auf dem Planeten. Zudem wird klar, dass die ursprüngliche Mission der Fedora womöglich nicht so essenziell war, wie es die Bewohner bislang glaubten.

## Spielprinzip
Das Adventure-Gameplay von Harold Halibut bietet ein lineares, storylastiges Erlebnis, das in sechs Kapitel unterteilt ist. Die Spieler bewegen sich durch die Innenräume des Raumschiffs „Fedora“ und interagieren mit den Bewohnern oder lauschen ihren Gesprächen, um die Handlung voranzutreiben. Dabei erhalten sie Aufgaben, die entweder essenziell für den Spielfortschritt oder optional sind. Diese Aufgaben werden in einer To-do-Liste innerhalb eines PDA-Menüs festgehalten. Zur Erledigung der Aufgaben sind einfache Interaktionen mit Objekten erforderlich; einige Aufgaben beinhalten kleine Rätsel oder Minispiele, wie etwa ein Tetris-basiertes Reinigungsspiel. Zusätzlich können optionale interaktive Minispiele in einem Arcade-Bereich auf der Fedora gespielt werden.

## Entwicklung und Veröffentlichung
Die Entwickler von Harold Halibut fertigten sämtliche Spielassets von Hand an – darunter Puppen, Kulissen, Requisiten und Kostüme – und verwendeten Materialien wie Ton, Holz und Textilien.
Das Spiel wurde von Slow Bros. entwickelt, einem in Köln ansässigen Studio, das von dem unabhängigen Entwickler Onat Hekimoğlu, einem Filmemacher und Absolventen des Cologne Game Lab, dem Art Director Ole Tillmann, und Fabian Preuschoff geleitet wird. Der Entwicklungsprozess erstreckte sich über zehn Jahre. Zunächst arbeitete das Team in Teilzeit und mit begrenzten Mitteln an dem Projekt, bevor es allmählich in ein Vollzeitprojekt überging. Bereits im Jahr 2012 entstand die Idee, ein narratives Videospiel zu entwickeln, das von Stop-Motion-Animation inspiriert ist. Dabei ließen sich die Entwickler von klassischen Adventure-Spielen und Filmen wie Jason and the Argonauts sowie The Valley of Gwangi inspirieren. Da das Team wenig Erfahrung im 3D-Modelling hatte, setzten sie stattdessen auf ihre handwerklichen Fähigkeiten in Tischlerei, Bildhauerei, Kostümdesign.
Um die handgefertigten Objekte zum Leben zu erwecken, wurden diese mithilfe von Photogrammetrie (das systematische Fotografieren aus allen Winkeln) in 3D gerendert, als digital „geriggte“ Puppen animiert und in die Unity-Engine importiert. Für die Animation der Charaktere kam Motion Capture zum Einsatz – ein Verfahren, bei dem die Bewegungen von Schauspielern aufgezeichnet und auf die 3D-Modelle übertragen werden. Dieser Ansatz wurde gewählt, da der ursprünglich angedachte Stop-Motion-Ansatz als zu restriktiv und zeitintensiv angesehen wurde. Hekimoğlu schätzte, dass für die Produktion etwa 200 Kilogramm Ton benötigt wurden. Ursprünglich sollte das Spiel stärker auf Rätseln basieren, doch dieser Ansatz wurde zugunsten einer stärker narrativen und linearen Erzählweise aufgegeben, um die Immersion der Spieler und die Interaktion mit der Spielwelt zu fördern – inspiriert von Spielen wie Night in the Woods und Firewatch.

### Veröffentlichung
Im Juni 2017 startete das Studio eine Kickstarter-Kampagne, um 170.000 $ an Entwicklungsmitteln zu beschaffen. Obwohl die Kampagne letztlich scheiterte, betrachtete Hekimoğlu den Versuch als Erfolg hinsichtlich der Steigerung der Bekanntheit des Spiels – das Scheitern wurde vor allem auf mangelnde anfängliche Promotion zurückgeführt. Harold Halibut wurde dann auf der Future Games Show am 22. März 2024 mit einem Trailer und einem Erscheinungstermin angekündigt und am 16. April 2024 über Steam veröffentlicht.

## Rezeption
Harold Halibut erhielt gemischte Bewertungen auf Metacritic.

### Auszeichnungen
Harold Halibut erhielt Nominierungen und Auszeichnungen bei mehreren Spiel- und Filmfestivals, darunter Nominierungen in den Kategorien „Most Wanted“ und „Best Marketing“ beim Deutschen Entwicklerpreis 2017, sowie eine Auszeichnung als einer der Gewinner des Kultur- und Kreativpiloten Awards 2019. Zudem gewann das Spiel die Kategorie „Videospiel“ beim San Francisco Frozen Film Festival 2022 und erhielt Nominierungen in den Kategorien „Critic’s Choice“ und „Most Anticipated Game“ beim Indie Cup Germany 2023. Außerdem wurde das Spiel für weitere Festivals ausgewählt, etwa für das Tribeca Festival 2021 im Rahmen des Tribeca Games Spotlight, das Slamdance Film Festival 2021 sowie das KLIK Amsterdam Animation Festival 2023. Beim Deutschen Entwicklerpreis 2024 war das Spiel in 4 Kategorien nominiert, und konnte den Preis für die Beste Grafik gewinnen.